# Rock Haven
Rock Haven je americký hraný film z roku 2007, který režíroval David Lewis podle vlastního scénáře. Film popisuje problémy mladého křesťana, který je gay. Film měl světovou premiéru na International Lesbian and Gay Film Festival v San Francisku.

## Děj
Brady je oddaný křesťan, který se přestěhoval s matkou z Kansasu do malého přímořského města Rock Haven v Kalifornii. Spřátelí se synem sousedky Cliffordem a tráví společně prázdninové dny. Bradyho matka, která si zde chce otevřít církevní školu, pozve na večeři dívku Peggy, aby se seznámila s Bradym. Peggy si uvědomuje, že Brady je gay. Také Clifford je gay a ví, že Brady rovněž, ten se ale se svou orientací nemůže vyrovnat. Když ho Clifford jednoho dne políbí, Brady zmateně uteče a je rozpolcený mezi svou náboženskou vírou a pocity ke Cliffordovi. Nakonec se ke Cliffordovi vrátí. Bradyho matka ví, že je něco špatně, ale nemůže přijít na to, co se děje. Brady chce strávit noc s Cliffordem a matce řekne, že spolu s Peggy jedou na setkání mladých křesťanů. Když se druhý den vrátí, matka mu řekne, že Peggy měla autonehodu a konfrontuje ho. Řekne jí, že je gay, na což ona špatně reaguje, nutí jej, aby se rozešel s Cliffordem a chce ho poslat do tábora na převýchovu. Brady se s Cliffordem rozejde a ten se rozhodne odjet za svým otcem do Barcelony. Brady se vrátí domů a odmítá jít do tábora. S matkou se usmíří.

## Obsazení
| Sean Hoagland    | Brady                    |
| Owen Alabado     | Clifford                 |
| Laura Jane Coles | Marty, Bradyho matka     |
| Katheryn Hecht   | Angie, Cliffordova matka |
| Erin Daly        | Peggy                    |
| David Lewis      | reverend Brown           |
| Johnny Yono      | Doug                     |